# Ancoratge (fixació)

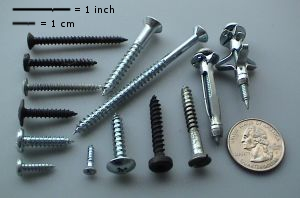
Cargols en una gran varietat de tipus i mides per a diferents propòsits. Un quart de dòlar (diàmetre de 24 mm) per veure'n l'escala.

Ancoratge és un terme amb un significat ampli. Es poden trobar tants tipus d'ancoratges, com necessitats d'ancorar, fixar, subjectar i penjar coses que hi hagin, per exemple pern d'ancoratge. Existeixen gammes molt variades d'ancoratges propis del món de la construcció en general, edificis, cases, ponts i tot tipus d'obra civil o els kits de moblatge. En el món de la mineria hi ha altres tipus d'ancoratges, hi ha ancoratges especials per a la construcció de túnels, ancoratges per a càrregues extremes, càrregues pesants i càrregues lleugeres.
En principi, tot el que l'home construeix i fabrica ha de ser ancorat o fixat d'alguna manera.
En la construcció en general es fabriquen amb una barra rodona amb rosca en un o els dos extrems, depenent si aquest és recte o té un extrem corbat, amb forma de  L ,  J  o  U (brida), s'utilitza generalment en murs, pisos de formigó o altres elements constructius, per a la fixació, o subjecció de maquinàries o estructures (Des de prestatgeries, fins torres d'altura, coberts, muntatge de motors, generadors, bombes, etc...)
Hi ancoratges especials per a formigons fissurats i no fissurats, per a zones sísmiques. Hi ancoratges especials per a murs i envans (guix cartró). Ancoratges especials per a estructures metàl·liques, ancoratges per a fusta, entre d'altres.
Els ancoratges han de complir normes internacionals de qualitat per garantir diferents característiques segons el seu tipus i ús. Resistència a la tracció, al tall o cisallament, duresa, flexibilitat, entre altres característiques.

## Fabricació dels ancoratges[1]
Són fabricats normalment amb acer d'un contingut de carboni baix i mitjà, sense recobriment (negre) o recoberts mitjançant galvanitzat en fred, per immersió o altres procediments afins. Els ancoratges per a majors exigències són fabricats amb acers aliats, SAE 4140, SAE 4340, etc. Per a l'obtenció de la qualitat requerida en la fabricació d'un ancoratge, cal tenir en compte procediments o normes com ASTM, AISI, SAI, DIN, entre d'altres.
Tipus d'Ancoratge:

### Materials
Hi ha tres tipus d'acer principals que s'utilitzen a les indústries: acer inoxidable, acer al carboni i acer aliat. El grau principal utilitzat en cargols d'acer inoxidable: sèries 200, sèries 300 i sèries 400. El titani, l'alumini i diversos aliatges també són materials de construcció habituals per als cargols metàl·lics. En molts casos, es poden aplicar recobriments o xapats especials als cargols metàl·lics per millorar-ne les característiques de rendiment, per exemple, millorant la resistència a la corrosió. Els revestiments/xapats comuns inclouen zinc, crom i galvanitzat en calent.

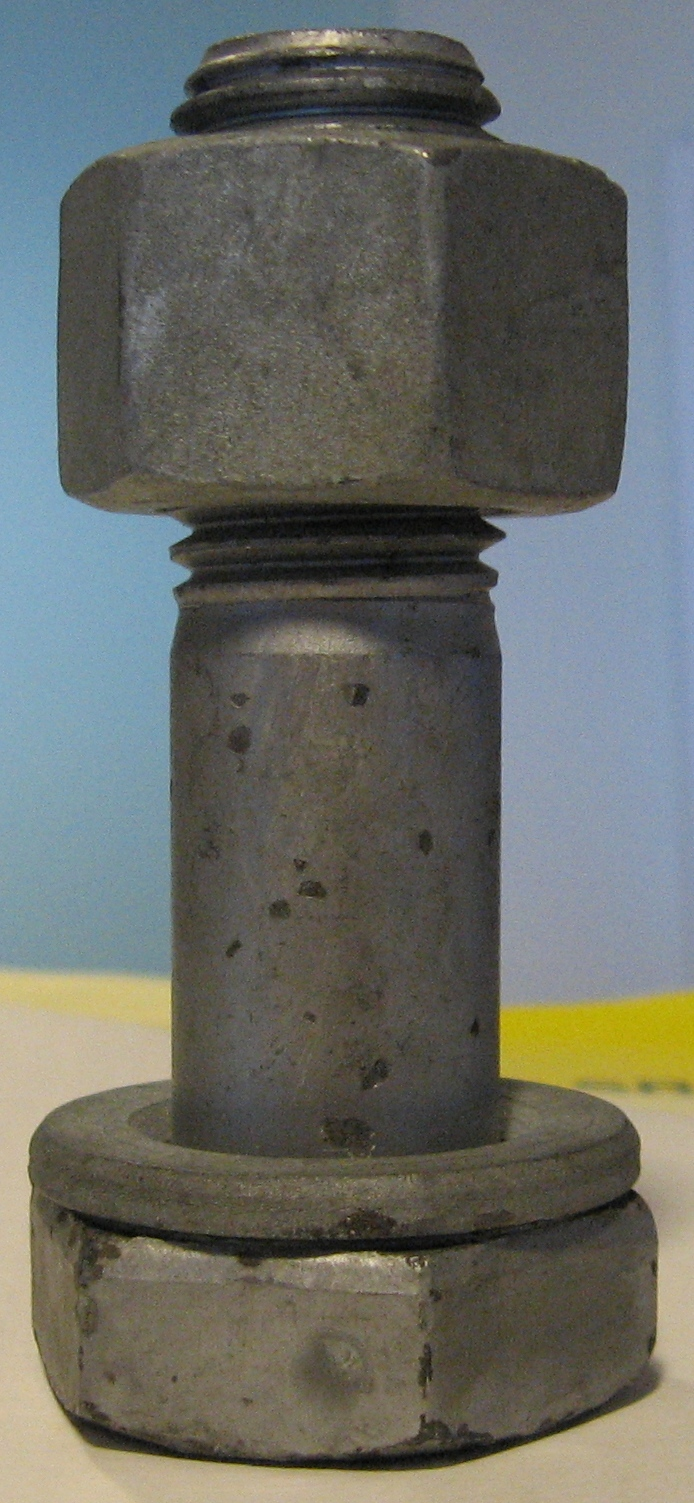
Cargol estructural d'acord amb la norma DIN 6914 amb volandera DIN 6916 i femella UNI 5587.

## Tipus d'ancoratge
Se solen trobar els següents tipus d'ancoratge:
- Ancoratge en forma de J amb corba desplaçada
- Ancoratge en forma corba en angle recte
- Ancoratge càncam d'ull tancat
- Ancoratge en forma corba rodona
- Ancoratge en forma corba d'angle agut
- Ancoratge càncam d'ull obert
- Ancoratge en forma de corba quadrada
- Ancoratge recte
- Abraçadora recta
- Abraçadora corba

## Aplicacions
En seleccionar un cargol per a aplicacions industrials, és important considerar una varietat de factors. Cal tenir en compte el roscat, la càrrega aplicada sobre el cargol, la rigidesa del cargol i la quantitat de cargols necessaris.
En triar un cargol per a una aplicació determinada, és important conèixer els detalls d'aquesta aplicació per ajudar a seleccionar el material adequat per a lús previst. Els factors que cal considerar inclouen:
- Accessibilitat
- Entorn on s'utilitzarà, inclosa la temperatura, l'exposició a l'aigua i elements potencialment corrosius
- Procés d'instal·lació
- Materials a unir
- Reutilitzabilitat
- Restriccions de pes[7]

## Importància dels estàndards
Històricament, per exemple, els cargols, perns i femelles nord-americans no eren completament intercanviables amb els seus homòlegs britànics i, per tant, no encaixaven correctament als equips britànics. Això, en part, va ajudar al desenvolupament de nombroses normes i especificacions militars dels Estats Units (United States Military Standards) per a la fabricació de pràcticament qualsevol peça d'equip que s'utilitzi amb fins militars o de defensa, inclosos els cargols. La Segona Guerra Mundial va ser un factor important en aquest canvi.
Un component clau de la majoria de les normes militars és la traçabilitat. En poques paraules, els fabricants de material han de poder rastrejar els seus materials fins a l'origen i proporcionar traçabilitat de les peces que ingressen a la cadena de subministrament, generalment mitjançant codis de barres o mètodes similars. Aquesta traçabilitat té com a objectiu ajudar a garantir que es facin servir les peces correctes i que es compleixin els estàndards de qualitat en cada pas del procés de fabricació; A més, així les peces de qualitat inferior poden rastrejar-se fins a l'origen.

## Sector industrial
Com a exemple, el 2005, es va estimar que la indústria de cargols dels Estats Units operava 350 plantes de fabricació i feia servir 40.000 treballadors. La indústria està fortament lligada a la producció d'automòbils, avions, electrodomèstics, maquinària agrícola, construcció comercial i infraestructura. Als Estats Units s'utilitzen més de 200 mil milions de cargols a l'any, 26 mil milions a la indústria automotriu. El distribuïdor de cargols més gran a Amèrica del Nord és Fastenal Company.

## Elements d’unió

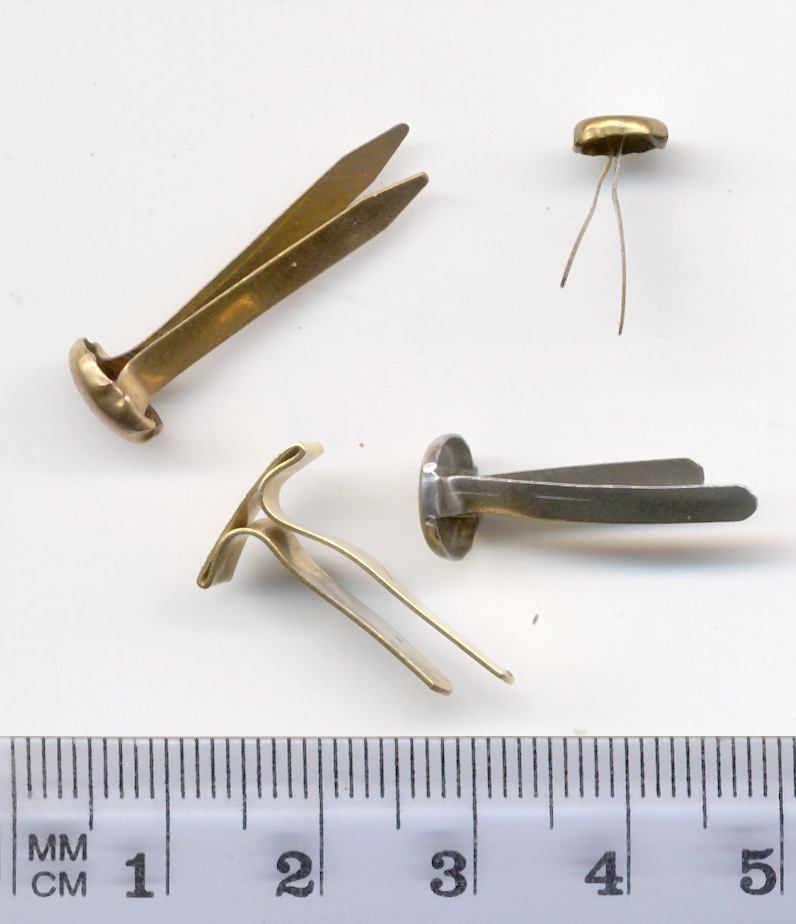
Una varietat de relligadors de llautó (amb dues potes de diferent longitud per obrir fàcilment).

Plat de lleves (en vermell) en un motor radial.

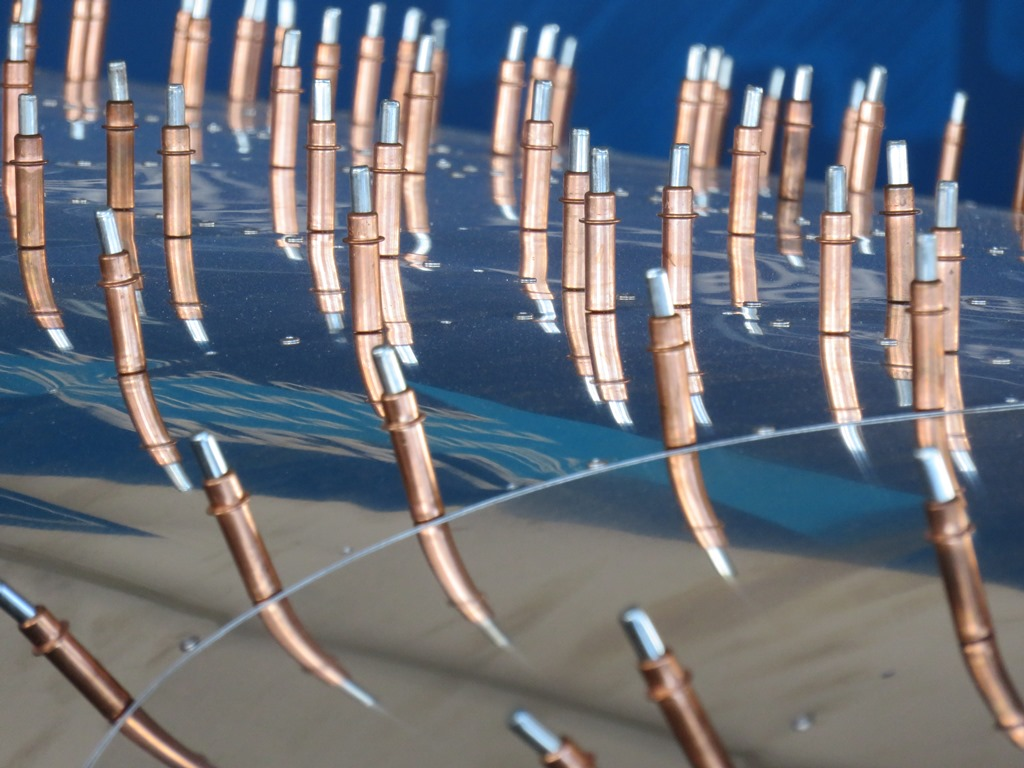
Rebló provisional.

Dins dels tipus d'unions es poden considerar la unió de forma, la unió de força i la unió amb element d'unió. Hi ha unions combinades de les tres anteriors (de dos en dos o totes tres).
Els elements d’unió, ancoratges o similars són peces auxiliars que permeten la unió de dues o més peces formant un conjunt (que integra les dues peces i la peça auxiliar).
- Elements d'unió roscats.

Un element d’unió roscat té una rosca externa o interna. Els tipus més freqüents són el cargol, i la femella, amb la presència de volandera.
- Altres elements d’unió roscats, més especialitzats, inclouen element d’unió roscat presoner, cargol, Inserció roscada, i barra roscada.

Altres variants d’ancoratge inclouen les següents:
- Pern d'ancoratge[13]
- Llata d’empostissar[14][15]
- Pern (cargol)[16][17]
  - Caragol (enginyeria)[18]
- mosquetó[19]
- grilló[20]
- relligador de llautó[21]
- sivella[22]
- fíbula[23]
- Botó (roba)[24]
- Brida de cables[25]
- Lleva[26]
- serjant[27]
- brida de tubs[28]
- grilló ("clasp and shackle")
  - mosquetó ("bolt snap")
  - mosquetó (fermall)
  - anell de ressort ("circle cotter")
  - mosquetó blocable ("lobster clasp")
- rebló provisional, per a subjectar peces // "cleco (fastener)"[29]
- clip
  - clip de papers[30]
  - clip mossegador (bulldog clip)[31]
  - pinça cocodril (crocodile clip o alligator clip)[32]

- - circlip[33]
  - agulla d'estendre roba
  - «hairpin clip»[34]
  - «Terry clip»[35]

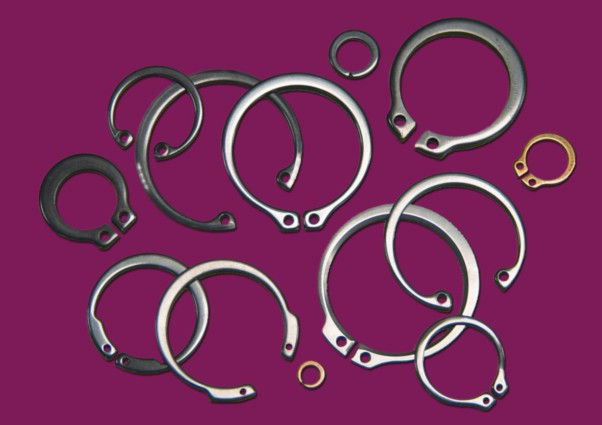
Circlips interns i externs

- fermall de pressió («Clutch (pin fastener)»)
- Xinxeta[36][37]
- Brida (fontaneria)
- alamara[38][39]
- Ullet metàl·Iic[40]
- Gafet[41][42]
- Veta adherent
  - Velcro
- forrellat[43]
- clau i rebló
  - rebló rodó sòlid
  - rebló semi-tubular
  - rebló cec[44]
- clavilla de tenda
- femella estampada
- agulla de cap
- manilla
- falca d’unió
- clavilla (fusteria)
- clàvia
- clip R
- agulla imperdible
- passador partit
- passador elàstic
- passador cònic
- anell de retenció
  - circlip
  - e-ring
- semblant a rebló
  - femella insertada
- buló per a roca
- goma elàstica
- tac (construcció)
- fermall de pressió
- sivella elàstica
- grapa
- costura
- corretja (estri)
- («tie»)?
- ancoratge expansor
- (tolerance ring)?
- (treasure tag)?
- brida torçable
- cremallera (mecanisme)